# Keith Haring
Keith Haring (4. května 1958, Reading, Pensylvánie, USA – 16. února 1990, New York, USA) byl umělec a společenský aktivista. Jeho dílo bylo reakcí na pouliční kulturu New Yorku 80. let.

## Život
Narodil se v Readingu v Pensylvánii, vyrůstal ve čtvrti Kutztown. O umění se zajímal odmalička. V letech 1976–1978 studoval grafický design na The Ivy School of Professional Art, umělecké obchodní škole v Pittsburghu. Později se přestěhoval do New Yorku, kde ho silně inspirovalo umění graffiti, a začal studovat na School of Visual Arts. Otevřeně se hlásil ke své homosexuální orientaci.
Pozornost veřejnosti poprvé upoutal, když začal kreslit křídou na černé tabule v newyorském metru. Vše filmoval fotograf Tseng Kwong Chi. V té době se jeho symbolem stalo zářící dítě (The Radiant Baby). Od roku 1980 pořádal výstavy v klubu 57. Zúčastnil se také výstavy Times Square Exhibition, kde poprvé nakreslil lidské a zvířecí tváře. V roce 1981 začal kreslit křídou na černý papír a natírat různé plastové, kovové nebo nalezené předměty.
Jeho výtvory se v roce 1981 objevily na výstavě newyorské nové vlny. První samostatnou výstavu měl v galerii Tony Shafraziho. V témže roce se účastnil proslulé německé výstavy Documenta 7. Vystavoval také na whitneyském nebo saopaulském bienále. Seznámil se s Andy Warholem, který se pak stal námětem několika jeho děl, jako třeba „Andy Mouse“.
V roce 1984 pomaloval zdi v Melbourne (například zeď školy Collingwood College určené k demolici), v Sydney, Rio de Janeiru, Minneapolis, Manhattanu nebo pařížské Muzeum moderního umění. V roce 1985 začal malovat na plátno. V té době vystavilo jeho práce Muzeum moderního umění v Bordeaux a také pařížské Bienále. V roce 1985 si ho jeho kamarád Nick Rhodes, klávesista skupiny Duran Duran, pozval do MTV, kde maloval v přímém přenosu. V roce 1986 pomaloval zdi v Amsterdamu a Paříži a také berlínskou zeď v místě hraničního přechodu Checkpoint Charlie. Pomaloval i tělo zpěvačky Grace Jonesové pro její videoklip „I'm Not Perfect“. Roku 1986 otevřel v Soho obchod s vlastními výtvory Pop Shop. V roce 1987 měl, mimo jiné, samostatné výstavy v Helsinkách a Antverpách. V červnu 1989 namaloval na zadní stěnu kláštera při kostelu sv. Antonína v Pise své poslední veřejné dílo „Tuttomondo“. Haring se nakazil virem HIV a roku 1990 zemřel. HIV mu bylo diagnostikováno dva roky předtím.
Jeho obrazy se staly univerzálním vizuálním jazykem 20. století. Nadace Keitha Haringa, založená v roce 1989, stále přispívá dětským organizacím.

## Galerie

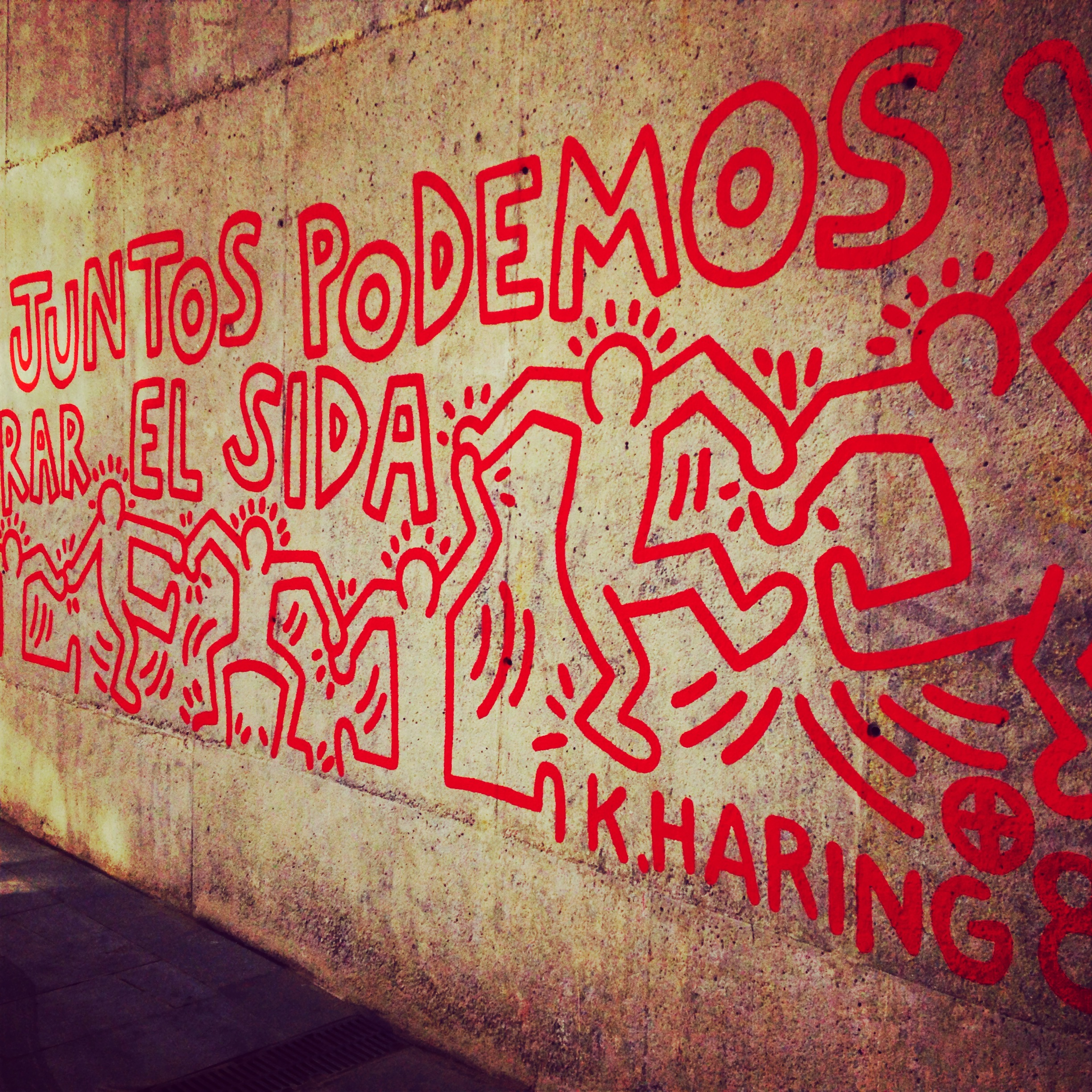
Mural sobre la sida
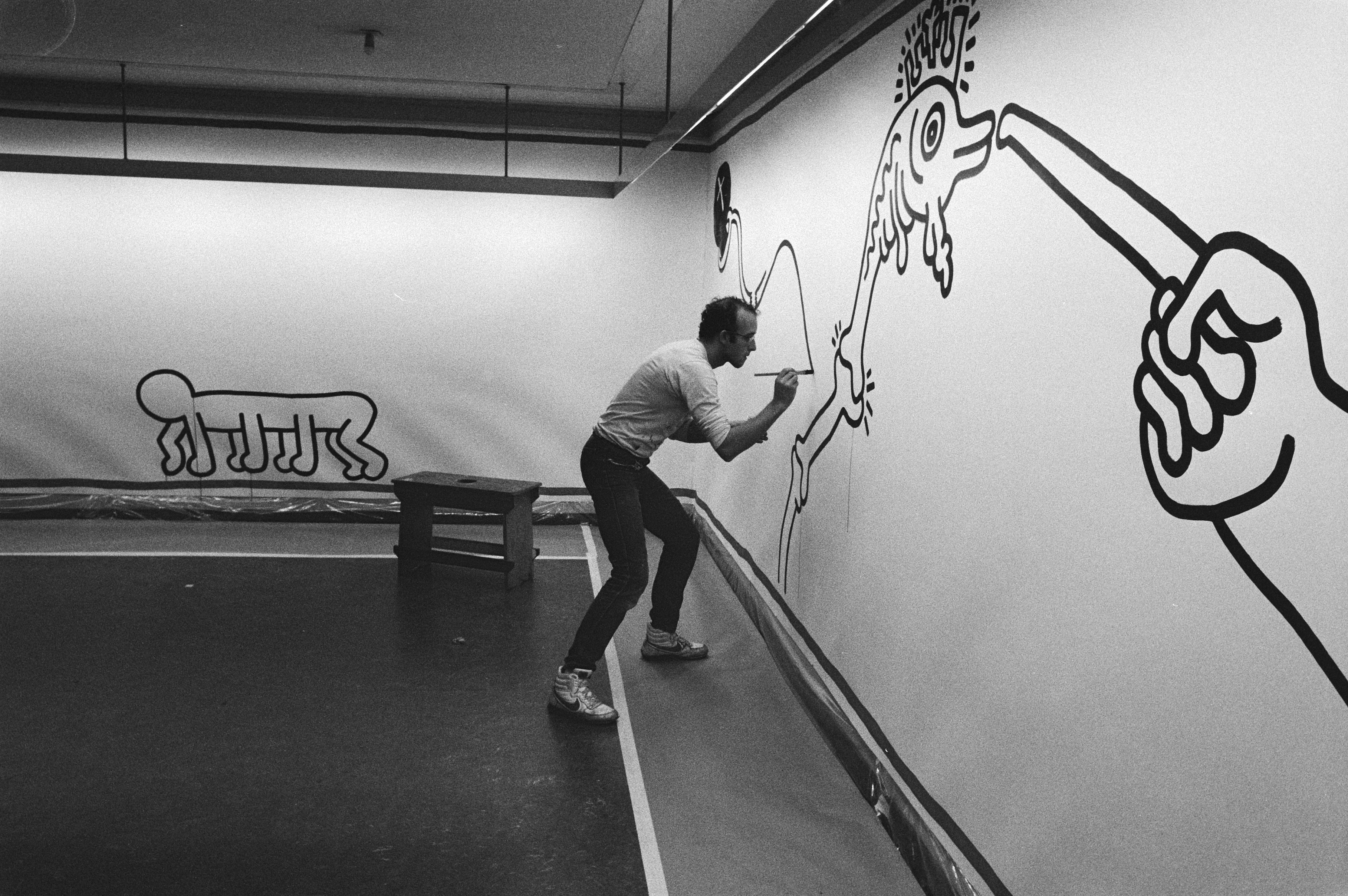
1986
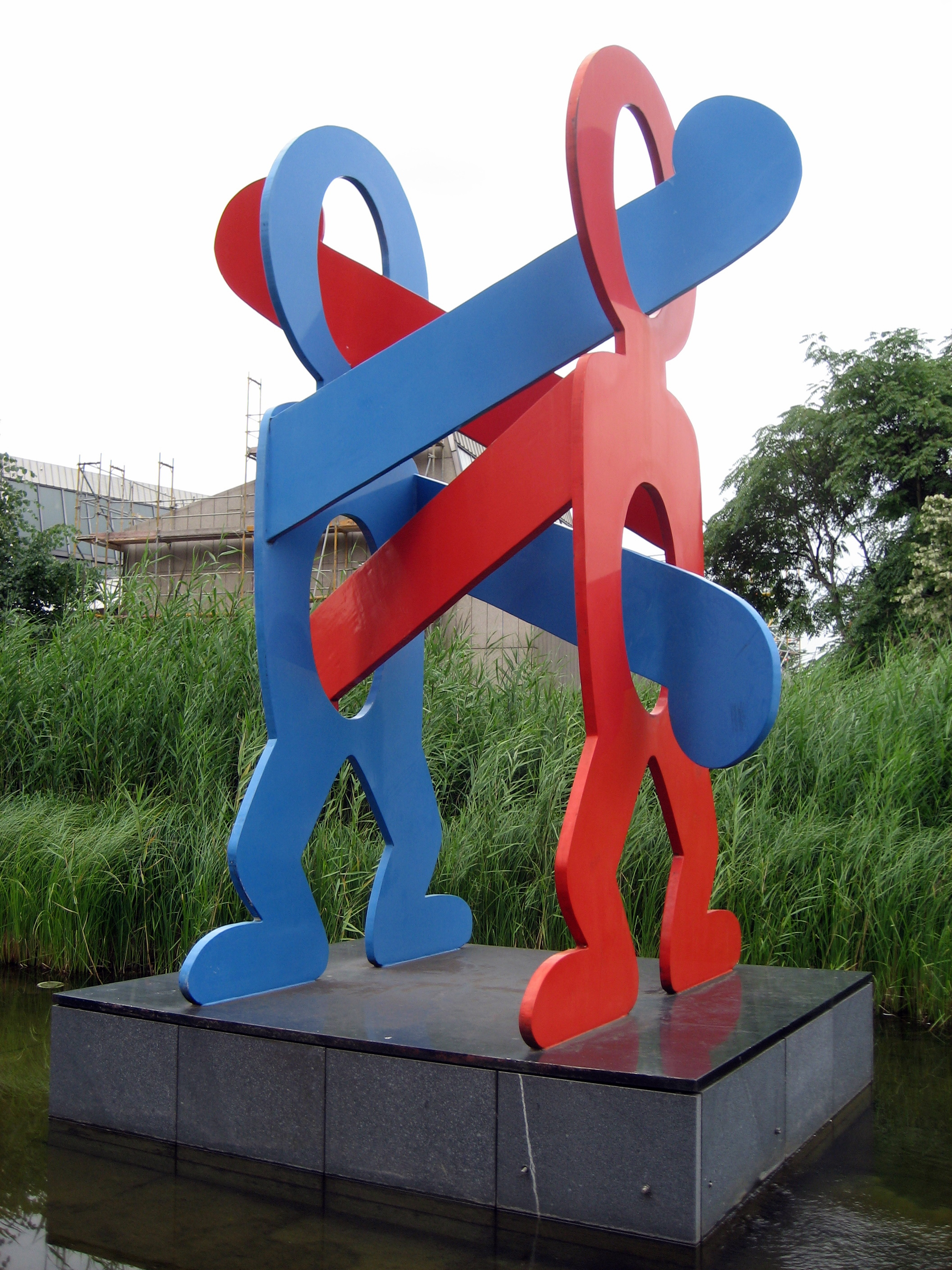
Boxer, Berlín, Tiergarten
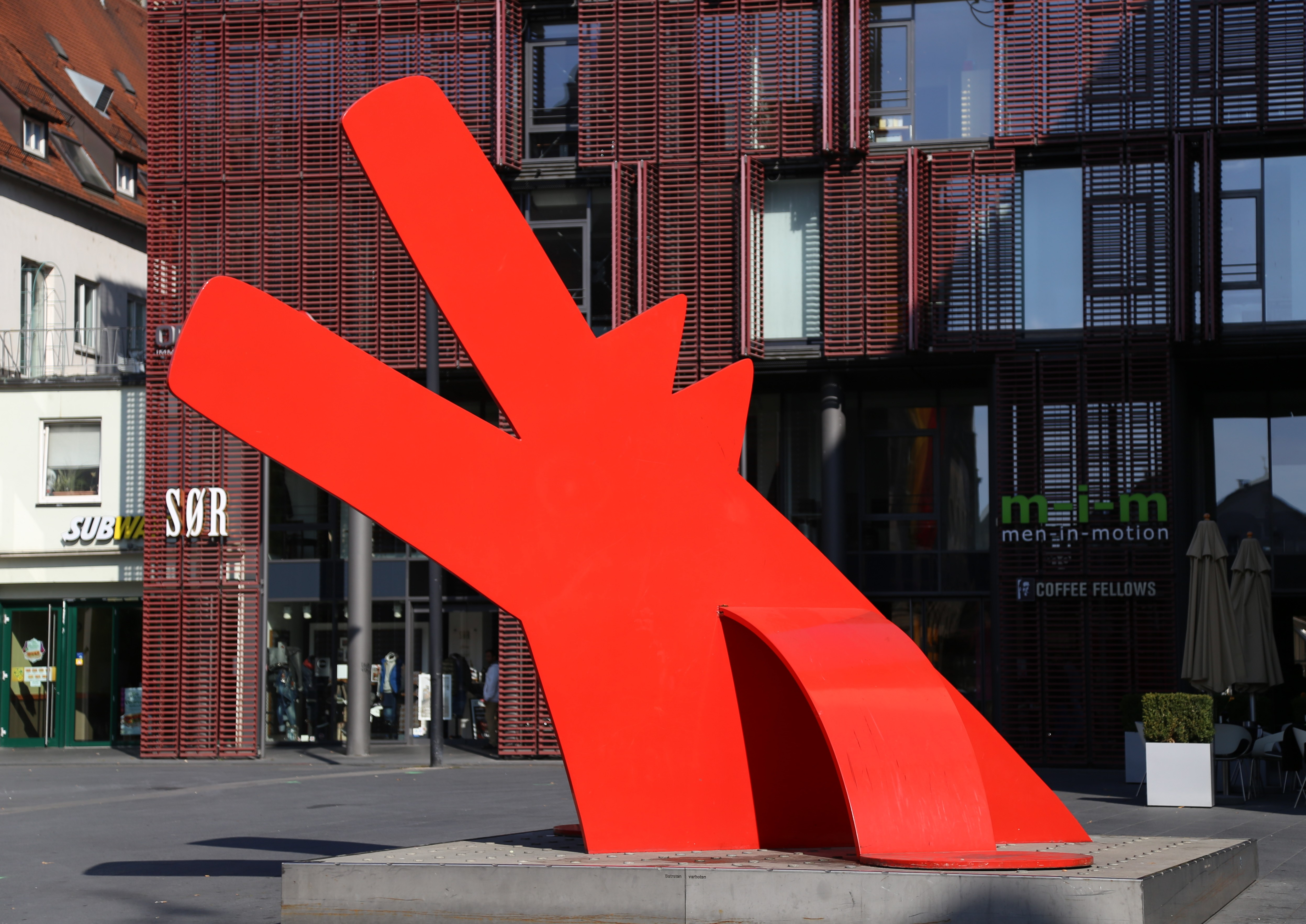
Red Dog for Landois, 1987, Kunsthalle Weishaupt Ulm